# 블라디미르 나보코프
블라디미르 블라디미로비치 나보코프(러시아어: Влади́мир Влади́мирович Набо́ков, Vladimir Vladimirovich Nabokov, 1899년 4월 22일 ~ 1977년 7월 2일)는 러시아 제국에서 태어난 미국의 소설가이자, 번역가, 곤충학자이며, 20세기 영문학을 대표하는 인물로 꼽힌다. 나보코프의 최초 작품들은 러시아어로 쓰였지만, 국제적 명성을 얻은 것은 영어로 쓰인 작품들이 출판된 후였다. 곤충학에도 상당한 기여를 했다.
1955년에 출판된 그의 대표작 롤리타는 20세기의 가장 중요한 소설 중 하나로도 불린다.

## 생애

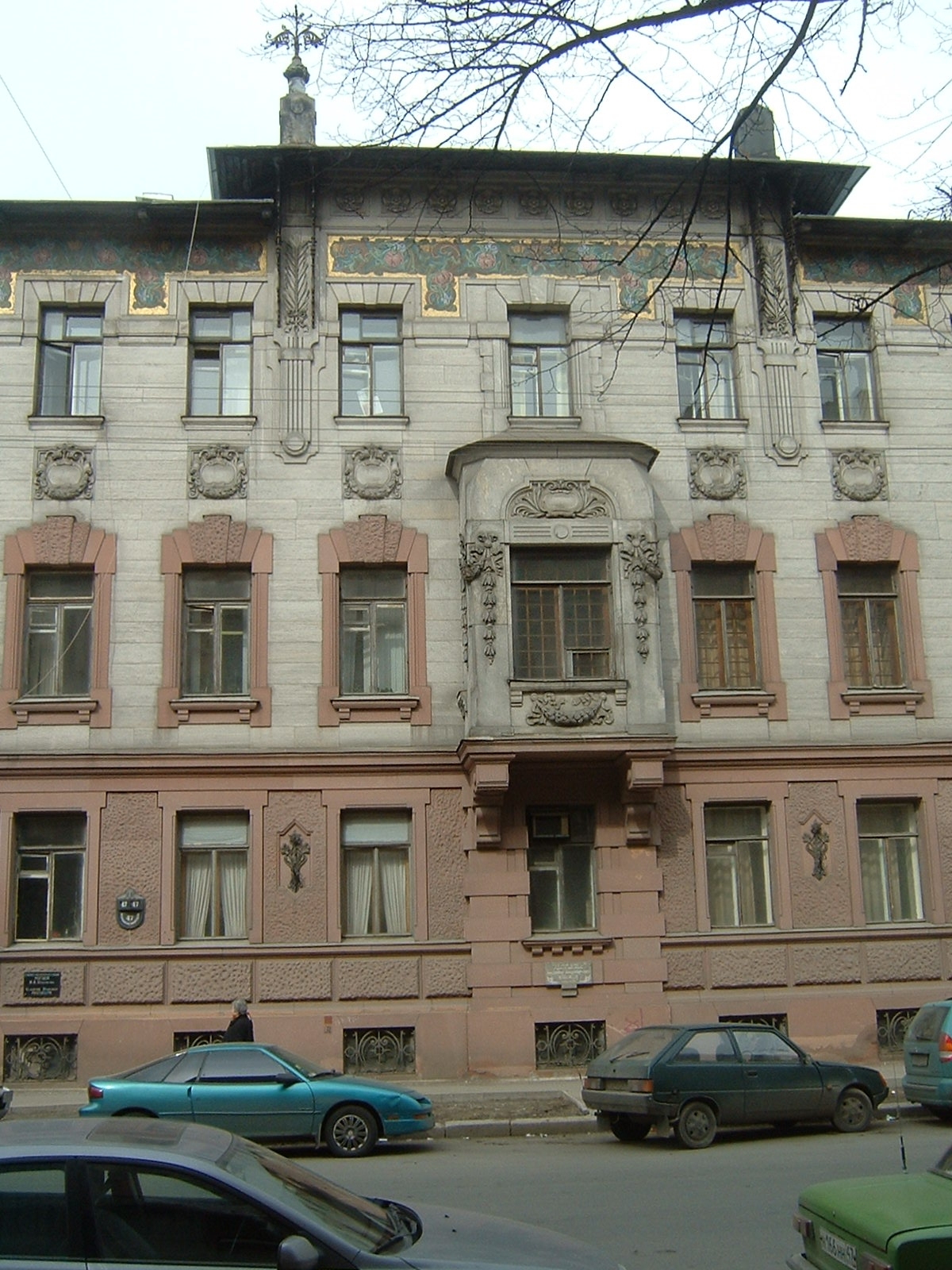
상트페테르부르크에 있는 블라디미르 나보코프의 생가

러시아 제국의 정치인 블라디미르 드미트리예비치 나보코프(1870-1922)와 그의 아내 엘레나 사이에 장남으로 러시아 제국의 수도 상트페테르부르크에서 태어나, 부유한 가정에서 자랐다. 가족과는 러시아어, 영어, 그리고 프랑스어를 사용해 나보코프는 어려서부터 유창하게 3개국어를 구사했다. 사실 아버지의 뜻으로 나보코프는 영어를 러시아어보다 먼저 배웠다.
1917년 2월 혁명이 시작함과 동시에 나보코프와 그의 가족은 크림반도로 떠나 지인 소유의 사유지에서 18개월을 지냈다. 러시아의 백군이 크림반도에서 패배한 후 그들은 러시아를 떠나 서부 유럽에서 망명생활을 시작했다. 1919년에 이민을 떠나고 잠시 영국에 거주했으며, 이때 나보코프는 케임브리지 대학교에 진학해 로망스어군와 슬라브어파를 공부했다. 1922년에는 아버지 블라디미르 드미트리예비치 나보코프가 베를린에서 암살당했다. 1923년에는 케임브리지 대학교을 졸업, 베를린으로 이사했으며, 베를린에서 러시아계 이민파 사이에 소설가 겸 시인으로 좋은 평판을 얻었다. 유대계 러시아인인 베라 슬로빈과 1925년에 결혼해, 1934년에 아들 드미트리 나보코프를 얻었다.
1940년 5월 28일에 미국 뉴욕으로 망명했다. 1961년에는 스위스의 몽트뢰로 이주하였고, 1977년에 그곳에서 사망하였다.